# Малекабад (Ерак)
Малекабад (перс. ملكاباد) — село в Ірані, у дегестані Маасуміє, у Центральному бахші, шахрестані Ерак остану Марказі. За даними перепису 2006 року, його населення становило 2440 осіб, що проживали у складі 673 сімей.

## Клімат
Середня річна температура становить 13,40 °C, середня максимальна – 33,02 °C, а середня мінімальна – -8,35 °C. Середня річна кількість опадів – 267 мм.
| Клімат поселення                              | Клімат поселення | Клімат поселення | Клімат поселення | Клімат поселення | Клімат поселення | Клімат поселення | Клімат поселення | Клімат поселення | Клімат поселення | Клімат поселення | Клімат поселення | Клімат поселення | Клімат поселення |
| Показник                                      | Січ.             | Лют.             | Бер.             | Квіт.            | Трав.            | Черв.            | Лип.             | Серп.            | Вер.             | Жовт.            | Лист.            | Груд.            |                  |
| Середній максимум, °C                         | 8,01             | 10,34            | 15,30            | 19,54            | 24,40            | 31,07            | 33,02            | 32,30            | 27,42            | 21,29            | 14,70            | 8,84             |                  |
| Середня температура, °C                       | −0,17            | 2,16             | 7,11             | 11,35            | 16,24            | 22,90            | 26,95            | 26,23            | 21,36            | 15,20            | 8,64             | 2,80             |                  |
| Середній мінімум, °C                          | −8,35            | −6,02            | −1,06            | 3,18             | 8,06             | 14,72            | 20,90            | 20,18            | 15,30            | 9,17             | 2,58             | −3,27            |                  |
| Норма опадів, мм                              | 40               | 40               | 47               | 31               | 23               | 2                | 1                | 1                | 0                | 12               | 29               | 41               |                  |
| Середньомісячна швидкість вітру, м/с          | 1.84             | 2.46             | 3.19             | 3.22             | 2.86             | 2.60             | 2.60             | 2.50             | 2.26             | 2.30             | 1.83             | 1.86             |                  |
| Середньомісячна сонячна радіація, кДж/м²·день | 8978             | 12461            | 15051            | 18460            | 22406            | 26801            | 25833            | 24209            | 21161            | 15685            | 10911            | 8847             |                  |
| --------------------------------------------- | ---------------- | ---------------- | ---------------- | ---------------- | ---------------- | ---------------- | ---------------- | ---------------- | ---------------- | ---------------- | ---------------- | ---------------- | ---------------- |
| Джерело:                                      |                  |                  |                  |                  |                  |                  |                  |                  |                  |                  |                  |                  |                  |